# أصول الدين
علم أصول الدين ويسمى أيضاً علم العقائد، وعلم التوحيد، وعلم الكلام، كما سماه الإمام أبو حنيفة النعمان باسم الفقه الأكبر، وقد عرفه العلماء بأنه: علم يقتدر به على إثبات العقائد الدينية بإيراد الحجج عليها، ودفع الشبه عنها وإلزام الخصم بها. وسمي أصولاً لا من حيث إنه قواعد استنباط ودراسة، بل من حيث إن الدين يبتني عليه، فإن الإيمان بالله تعالى أساس الإسلام بفروعه المختلفة. وعرفه ابن خلدون بقوله: «هو علم يتضمن الحجاج عن العقائد الإيمانية بالأدلة العقلية والرد على المبتدعة المنحرفين في الاعتقادات عن مذاهب السلف وأهل السنة». فهو علم يعتمد النظر والاستدلال العقلي بعد الأصول النقلية من الكتاب والسنة والإجماع؛ لإثبات العقائد الإيمانية، وصيانتها من شبه المبطلين. وغايته إحكام العقائد الإيمانية بالعلم واليقين؛ لأن إيمان المقلد فيه نظر عند أئمة الإسلام. ولذلك عده الإمام أبو حنيفة من (الفقه الأكبر) الذي لا يعذر أحد من المسلمين بجهله من جهة الإجمال.
وأصول الدين هي كل ما ثبت وصح من الدين، من الأمور الاعتقادية العلمية والعملية، والغيبيات الثابتة بالنصوص الصحيحة. وقد يطلق مصطلح أصول الدين ويراد به: أركان الإسلام وأركان الإيمان. فأركان الإسلام خمسة: شهادة أن لا إله إلا الله وأن محمداً رسول الله، وإقام الصلاة، وإيتاء الزكاة، وصوم رمضان، وحج البيت الحرام لمن استطاع إليه سبيلا. وأركان الإيمان ستة: الإيمان بالله، وملائكته، وكتبه، ورسله، واليوم الآخر، والقدر خيره وشره. وأركان الإيمان الستة وأركان الإسلام الخمسة، جاءت مجملة وجاءت مفصلة، وكل ذلك بنصوص قطعية، وكل هذه القطعيات لابد للمسلم أن يعتقدها جملة وتفصيلا، ولا يشك فيها أو يعارضها.

## تعريفه

### من حيث كونُه عَلَماً
هو علم يُبحث فيه عن أسماء الله تعالى وصفاته وأفعاله، وأحوالِ المخلوقين من الملائكة والأنبياء والأولياء والأئمة، والمبدأ والمعاد على قانون الإسلام لا على أصول الفلاسفة، تحصيلاً لليقين في العقد الإيماني ودفعاً للشبهات. وقد عرّف العلماء هذا العلم بتعريفات متعددة منها:
- عرفه ابن خلدون بأنه: «علم يتضمن الحجاج عن العقائد الإيمانية بالأدلة العقلية والرد على المنحرفين في الاعتقادات».
- وعرفه الكمال بن الهمام في (المسامرة شرح المسايرة) بأنه: «معرفة النفس ما عليها من العقائد المنسوبة إلى دين الإسلام عن الأدلة».
- وعرفه محمد علي التهانوي في (كشاف اصطلاحات الفنون) بقوله: «إنه علم يقتدر معه على إثبات العقائد الدينية على الغير بإيراد الحجج ودفع الشُّبه؛ وفي اختيار (إثبات العقائد) على تحصيلها إشعار بأن ثمرة (الكلام) إثباتها على الغير، وبأن العقائد يجب أن تؤخذ من الشرع ليعتدَّ بها، وإن كانت مما يستقل العقل فيه».
- وعرفه محمد عبده في كتابه (رسالة التوحيد) بأنه: «علم يبحث في عن وجود الله، ما يجب أن يثبت له من صفات وما يجوز أن يوصف به وما يجب أن ينفى عنه، وعن الرسل ما يجب أن يكونوا عليه وما يجوز أن يُنسب إليهم وما يمتنع أن يُلحق بهم».
- وعرفه محمد فريد وجدي في (دائرة معارف القرن العشرين) بقوله: «علم أصول الدين: علم يشتمل على بيان الآراء والمعتقدات التي صرّح بها رسول الله ﷺ، وإثباتها بالأدلة العقلية، ونصرتها وتزييف كل ما خالفها».
- وعرفه عضد الدين الإيجي في (المواقف في علم الكلام) بأنه: «علم يُقتَدر معه على إثبات العقائد الدينية على الغير بإيراد الحجج ودفع الشُبَه. والمراد بالعقائد ما يقصد فيه نفس الاعتقاد دون العمل، وبالدينية المنسوبة إلى دين محمد - ﷺ - فإن الخصم وإن خطَّأناه، لا نخرجه من علماء الكلام».[5]

يستنتج من تعريفات العلماء لعلم أصول الدين الذي اشتهر باسم (علم الكلام) ومن عباراتهم المختلفة في موضوعه، ومسائله، ووظيفته، عدة أمور أهمها:
1. إن علم أصول الدين يعتمد منهج البحث والنظر والاستدلال العقلي وسيلة لإثبات العقائد الدينية التي تثبت بالوحي.
2. أن وظيفة علم أصول الدين الرئيسية هي الاحتجاج العقلي على صحة العقائد الإيمانية، ودفع الشبه ورد الخصوم عنها.
3. أنهم مختلفون في أن هذا العلم يثبت العقائد الدينية كما يدافع عنها، أم أن وظيفته هي تقريرها ودفع الشبه عما ثبت بالوحي منها فقط. ومنشأ الخلاف هو: هل العقائد الإيمانية ثابتة بالشرع أم بالعقل؟ بالأول: قال السلف وأهل السنة من الأشاعرة والماتريدية، وجعلوا مهمة العقل: الفهم عن الشرع، والتماس البراهين لها، ودفع الشُّبه عنها. وبالثاني: قال العقلانيون وعلى رأسهم المعتزلة والشيعة، وجعلوا مهمة النصوص الشرعية تقرير العقائد الدينية بأدلتها العقلية.

### من حيث كونُه مضافاً
تعريف علم أصول الدين باعتباره مركباً إضافياً من كلمة (أصول) وهي المضاف، وكلمة (الدين) وهي المضاف إليه. فكلمة (أصول): جمع. مفردها: أصل. ومعناها اللغوي: ما يبتنى عليه غيره سواء أكان الابتناء حسياً كالأساس الذي يشيد عليه البناء، فهو أصل له. أم كان الابتناء عقلياً كابتناء الأحكام الجزئية على القواعد الكلية. وقد تصرف العلماء في كلمة أصل فنقلوها من معناها اللغوي التي تدل عليه حقيقة، واستعملوها بعدة معان مجازية أهمها: ما يقابل الفرع، والقاعدة، والدليل، والراجح من الأمور. وكلمة (أصل) تُستخدم في هذا العلم بمعناها اللغوي، أي: ما يبتنى عليه غيره، وذلك لأن ما عداها من أمور الدين يبتنى عليها ويتفرع عنها. كما يصح استخدامها بالمعنى المجازي الأول، أي: ما يقابل الفرع. وذلك لأنها أصل في مقابلة علم الشرائع. وتستخدم أيضاً بالمعنى المجازي الثاني، أي القاعدة التي يبتنى عليها غيرها، لابتناء ما عدا أصول الدين عليها. وكلمة (الدين): اسم عام يطلق في اللغة على كل ما يُتَعَبَّد الله به، وهو نظام إلهي سائق لذوي العقول إلى الخير وهو (الإسلام)، قال الله تعالى: ﴿إن الدين عند الله الإسلام﴾ (سورة آل عمران: 19)، وقال تعالى: ﴿ورضيت لكم الإسلام دينا﴾ (سورة المائدة: 3). كما يطلق الدين على عدة معان مختلفة منها: الانقياد والطاعة والخضوع والاستسلام، والاستعلاء والملك والسلطان، والجزاء والحساب، والعادة والقضاء والمذهب والملّة والشريعة. والمتدينُ هو المسلم المطيع المقرُّ بالجزاء والحساب يوم الميعاد، وهو خير العباد.

## أسماء علم أصول الدين وأسبابها
سمي العلم الباحث في العقائد الدينية بأسماء مختلفة منها:
- علم العقائد: سمي بهذا الاسم لأنه يتكفل ببحث العقائد الدينية، وإثباتها بالأدلة اليقينية، والدفاع عنها ضد العقائد والأفكار المخالفة لها.
- أصول الدين: سمي بهذا الاسم لأنه أصل المعارف الدينية لابتنائها عليه وتفرعها عنه، ولأنه يتكفل ببيان ما يعتبر من أصول الدين وأركانه التي لا يتم إيمان بدونها. مقابل علم الفقه الذي يتكفل ببيان الفروع العملية للدين، ومقابل علم الأخلاق والتصوف الذي يعني بجانب السلوك والأخلاق على أساس من الذوق الروحي والوجدان القلبي.
- الفقه الأكبر: سمّاه بهذا الاسم الإمام أبو حنيفة في كتابه (الفقه الأكبر) حيث ذكر أن (الفقه في الدين أفضل من الفقه في العلم، لأن الفقه في الدين أصل، والفقه في العلم فرع، وفضل الأصل على الفرع معلوم).
- علم النظر والاستدلال: سمي بهذا الاسم لأنه يعتمد منهج النظر الفكري، والاستدلال العقلي وسيلة لإثبات أصول العقائد التي ثبتت بالنصوص الدينية.
- علم التوحيد والصفات: سمي بهذا الاسم لأن أشهر مباحثه، وأهمها وأخطرها، مبحثا التوحيد والصفات الإلهية.
- علم الكلام: وقد يُسمى أصول الدين بـ (علم الكلام)، إما لأن أهم مسألة تكلموا فيها ووقع الخلاف فيها وتقاتلوا عليها، واشتد النزاع حولها في القرون الأولى كانت مسألة كلام الله، هل هو قديم أزلي قائم بذاته، أم مخلوق حادث؟ فسمي العلم باسم أهم مسألة فيه. وقيل: سُميَ كلاماً لأن ظهور كمال الكلام إنما يكون ببيان الحقائق وإبراز الدقائق، وذلك لا يحصل إلا بهذا العلم، فجُعل نفس هذا الكلام كلاماً مجازاً للمبالغة. ولعل أوجه الأسباب أن أصحابه (المتكلمين) تكلموا فيما كان السلف من الصحابة والتابعين يسكتون فيه، فالكلام ضد السكوت. وقيل: إن المنكرين للمباحث العقلية والأدلة البرهانية إذا سُئِلوا عن مسألة تتعلق بصفات الله عز وجل وأفعاله قالوا: (نُهينا عن الكلام في الله)، فاشتُهِرَ هذا الاسم فصار علماً له بالغلبة.

وقد ذكر العلامة سعد الدين التفتازاني في (شرح العقائد النسفية) في سبب تسمية ذلك العلم بعلم الكلام أموراً هي:
1. أن عنوان مباحثه كان قولهم: الكلام في كذا وكذا.
2. وأن مسألة الكلام كانت أشهر مباحثه، وأكثرها نزاعاً وجدالاً.
3. وأنه يورث القدرة على الكلام في تحقيق الشرعيات وإلزام الخصوم.
4. وأنه أول ما يجب من العلوم التي إنما تُعَلَّمُ وتُتَعَلَّمُ بالكلام، فأُطلِقَ عليه هذا الاسم لذلك، ثم خُص به، ولم يطلق على غيره تمييزاً.
5. وأنه إنما يتحقق بالتكلم بالمباحثة وإدارة الكلام من الجانبين، وغيره قد يتحقق بالتأمل ومطالعة الكتب.
6. وأنه أكثر العلوم خلافاً ونزاعاً فيشتد افتقاره إلى الكلام مع المخالفين والرد عليهم.
7. وأنه لقوة أدلته صار كأنه هو الكلام دون ما عداه من العلوم كما يقال للأقوى من الكلامين: هذا هو الكلام.
8. وأنه لابتنائه على الأدلة القطعية المؤيد أكثرها بالأدلة السمعية أشد العلوم تأثيراً في القلب وتغلغُلاً فيه، فسمي بالكلام المشتق من الكَلْم وهو الجرح.

وعلم الكلام هو ذلك العلم الذي يهتم بمبحث العقائد الإيمانية التي أساسها التوحيد ويتناول الموضوعات التي تتصل بذات الله تعالى وصفاته وأفعاله، وما تضمن من خلق العالم، والخير والشر، والقضاء والقدر، والحشر والميعاد، وغيرها من الموضوعات التي تخدم المسائل الكبرى للعقيدة الإسلامية وتأييدها بالبراهين العقلية ضد شبهات الخصوم والمخالفين، ولذلك فهو يسمى أيضاً علم أصول الدين، إذ هو يتعلق بتأييد أصول العقيدة ذاتها، وهو في هذا يختلف عن علم أصول الفقه الذي يتناول الأحكام الشرعية في جانبها العملي، لذلك فعلم الكلام أو أصول الدين يعد الأساس أو نقطة البدء للعلوم الدينية الأخرى، ومن هنا سمي أيضاً بالفقه الأكبر، إذ أنه العلم الذي لا يستند إلى علم ديني أسبق منه، بل تستند إليه العلوم الأخرى.
| أصول الدين | اعلم أن الملة المحمدية تنقسم إلى اعتقاديات وعمليات، فالاعتقاديات هي التي لم تتعلق بكيفية عمل، مثل: اعتقاد وجوب وجود القادر المختار ووحدانيته، وتسمى أصلية أيضاً. والعمليات هي ما يتعلق بكيفية العمل، وتسمى فرعية، فالمتعلق بالعملية علم الشرائع والأحكام; لأنها لا تستفاد إلا من (جهة) الشرع، فلا يسبق الفهم عند إطلاق الأحكام إلا إليها، والمتعلق بالاعتقاديات هو علم التوحيد والصفات، وعلم الكلام، وعلم أصول الدين. ولما كان هذا العلم أهم لابتناء العمليات عليه أوردوا البراهين والحجج عليه، واكتفوا في العمليات بالظن المستفاد من الأدلة السمعية، ولما كان عصر الصحابة والتابعين لهم بإحسان خالياً من البدع الكلامية، والشبه الخيالية، والخصوم المعتزلية، لم تكن أدلة علم أصول الدين مدونة هذا التدوين، فلما كثرت الشبه والبدع، وانتشر الاختلاف بين أهل العلم وفشا وسطع، وصار كل إمام بدعة له نحلة يعول عليها، وعقيدة يدعو الناس إليها، وأوضاع يرجع في مهماته إليها، دون علماء الكلام قواعده المعلومة، وأوضاعه المفهومة، لدفع الشبه والخصوم، وردهم عن تهافتهم إلى الصواب المعلوم، عن النبي المعصوم. وعلم الكلام هو علم يقتدر معه على إثبات العقائد الدينية أي المنسوبة إلى دين النبي - صلى الله عليه وسلم - وإن لم تكن مطابقة للواقع; لعدم إخراج الخصم من المعتزلة والجهمية، والقدرية والجبرية، والكرامية وغيرهم، عن أن يكون من علماء الكلام، وإن خطأناه أو كفرناه. (وقيل): تعريف علم الكلام الذي هو التوحيد وأصول الدين: العلم بالعقائد الدينية عن الأدلة اليقينية، أي العلم بالقواعد الشرعية الاعتقادية المكتسبة من أدلتها اليقينية، سواء توقفت على الشرع كالسمعيات أم لا، وسواء كانت من الدين في الواقع ككلام أهل الحق أو لا ككلام المخالف، واعتبر في أدلتها اليقين; لأنه لا عبرة بالظن في الاعتقاديات بل في العمليات، (وموضوعه) هو المعلوم من حيث يتعلق به إثبات العقائد الدينية، إذ موضوع كل علم ما يبحث في ذلك العلم عن عوارضه الذاتية، ولا شك أنه يبحث في هذا العلم عن أحوال الصنائع، من القِدَم والوحدة، والقدرة والإرادة وغيرها ليعتقد ثبوتها له تعالى، وأحوال الجسم والعرض من الحدوث والافتقار والتركيب من الأجزاء، وقبول الفناء ونحو ذلك ليثبت للصانع ما ذكر مما هو عقيدة إسلامية، أو وسيلة إليها. وكل هذا بحث عن أحوال المعلوم كإثبات العقائد الدينية، وهذا أولى من زعم أن موضوعه ذات الله - تعالى وتقدس - للبحث عن صفاته وأفعاله، واعلم أنا لا نأخذ الاعتقادات الإسلامية من القواعد الكلامية، بل إنما نأخذها من النصوص القرآنية والأخبار النبوية، وليس القصد بالأوضاع الكلامية إلا دفع شبه الخصوم والفرق الضالة عن الطرق الحقيقية، فإنهم طعنوا في بعض منها بأنه غير معقول، فبين لهم بالقواعد الكلامية معقولية ذلك البعض. (واستمداد) هذا الفن من الكتاب المنزل، والتفسير والحديث الثابت، والفقه والإجماع والنظر. (ومسائله) القضايا النظرية الشرعية الاعتقادية. (وغايته) أن يصير الإيمان والتصديق بالأحكام الشرعية متقناً محكماً لا تزلزله شبهة من شبه المبطلين. (ومنفعته) في الدنيا انتظام أمر المعاش بالمحافظة على العدل والمعاملة التي يحتاج إليها في إبقاء النوع الإنساني على وجه لا يؤدي إلى الفساد، وفي الآخرة النجاة من العذاب المرتب على الكفر وسوء الاعتقاد. | أصول الدين |

## موضوعه وهدفه
علم أصول الدين من العلوم الدينية المصطبغة بصبغة عقلية، وأن موضوعه هو المعلوم من حيث يتعلق به إثبات العقائد الدينية، وأن غايته هي تقرير العقائد الإيمانية والدفاع عنها، وأن ما عداه من علوم الدين يبتنى عليه ويتفرع عنه، فهو أصل لجميع علوم الدين. وقيل: موضوعه هو ذات الله سبحانه وتعالى وصفاته عند المتقدمين. وعند المتأخرين: موضوعه المعلوم من حيث يتعلق به إثبات العقائد الدينية تعلقاً قريباً أو بعيداً. وأرادوا بالدينية من قولهم (العقائد الدينية)، أي: المنسوبة إلى دين النبي محمد ﷺ، وذلك بأن يسلم المدعي منه، ثم يقام عليه البرهان العقلي، وهذا التسليم هو معنى التدين اللائق بحال المكلفين، حتى لو لم يؤخذ منه، لا يعد كلاماً ولا علماً دينياً، وإن وافقه في الحقيقة، لفوات أمر التدين، بل يعد من العلوم الحكمية. ويشترط فيه شرطان:
1. أن يكون القصد فيه تأييد الشرع بالعقل.
2. أن تكون العقيدة مما وردت في الكتاب والسنة.

وهذا النوع من العلم كان معروفاً عند الأمم قبل الإسلام، ففي كل أمة كان القائمون بأمر الدين يعملون لحفظه وتأييده، وكان البيان من أول وسائلهم إلى ذلك، لكنهم كانوا قلّما ينحون في بيانهم نحو الدليل العقلي وبناء آرائهم وعقائدهم على ما في طبيعة الوجود أو ما يشتمل عليه نظام الكون بل كانت منازع العقول في العلم ومضارب الدين في الإلزام بالعقائد وتقريبها من مشاعر القلوب على طرفَي نقيض، وإنما كان منهجهم في تقرير مسائل هذا العلم قائماً على تفسير النصوص وتأويلها، وإقناع الناس بالمعجزات أو إلهائهم بالخيالات. ثم جاء القرآن الكريم فنهج في بيان الدين عامة والعقائد خاصة منهجاً لم يكن عليه ما سبقه من الكتب المقدسة، فلم يقتصر على ذكر العقائد الإيمانية، ولم يطلب من الناس التسليم بها لمجرد حكايتها وإنما أقام البرهان عليها، وحكى عقائد المخالفين وأقام عليها الحجة، وخاطب العقل، واستنهض الفكر، وعرض نظام الأكوان وما فيها من الأحكام والإتقان على أنظار العقول، وطالها بالإمعان فيها لتصل بذلك إلى اليقين بصحة ما جاء به ودعا إليه.
قال الأستاذ عباس محمود العقاد في كتابه (التفكير فريضة إسلامية):
| أصول الدين | من مزايا القرآن الكثيرة مزية واضحة يقل فيها الخلاف بين المسلمين وغير المسلمين؛ لأنها تثبت من تلاوة الآيات ثبوتاً تؤيده أرقام الحساب، ودلالات اللفظ اليسير، قبل الرجوع في تأييدها إلى المناقشات والمذاهب التي قد تختلف فيها الآراء. وتلك المزية هي التنوية بالعقل والتعويل عليه في أمر العقيدة وأمر التبعة والتكليف. ففي كتب الأديان الكبرى إشارات صريحة أو مضمونة إلى العقل أو إلى التمييز، ولكنها تأتي عرضاً غير مقصودة وقد يلمح فيها القارئ بعض الأحايين شيئاً من الزراية بالعقل أو التحذير منه؛ لأنه مزلة العقائد وباب من أبواب الدعوى والإنكار. ولكن القرآن الكريم لا يذكر العقل إلا في مقام التعظيم والتنبيه إلى وجوب العمل به والرجوع إليه. ولا تأتي الإشارة إليه عارضة ولا مقتضبة في سياق الآية؛ بل هي تأتي في كل موضع من مواضعها مؤكدة جازمة باللفظ والدلالة، وتتكرر في كل معرض من معارض الأمر والنهي التي يحث فيها المؤمن على تحكيم عقله أو يُلام فيها المُنكِر على إهمال عقله وقبول الحجْر عليه... | أصول الدين |

## أصول الدين الإسلامي عند السنة والشيعة
المراد بأصول الدين القواعد التي يرتكز عليها الدين، والأسس التي يقوم عليها الإيمان بحيث إذا فُقدت أو فُقد إحداها لا يكون إيمان. وقد اختلف المسلمون فيما يعتبر من الأصول من العقائد الدينية وما لا يعتبر منها.

### عندأهل السنة والجماعة
اتفق جمهور أهل السنة على أن أصول الدين (أركان الإيمان) ستة وهي:
1. الإيمان بالله.
2. الإيمان بالملائكة.
3. الإيمان بالكتب السماوية.
4. الإيمان بالرسل.
5. الإيمان باليوم الآخر.
6. الإيمان بالقدر خيره وشره.

#### الركن الأول: الإيمان بالله تعالى
وهو أن يعتقد الإنسان بوجوده، ووحدانيته، وأنه لا مثيل له، ولا شبيه، وأنه متفرد بكل صفات الكمال من عدل وحكمة وعلم... منزَّه عن كل صفات النقص.

#### الركن الثاني: الإيمان بالملائكة
الملائكة أجسام نورانية، لهم قوة خارقة تدانيها قوة البشر، ولهم وظائف يؤدونها بصدق وإخلاص، وهم معصومون عن الخطأ عمداً وسهواً: ﴿يَا أَيُّهَا الَّذِينَ آمَنُوا قُوا أَنْفُسَكُمْ وَأَهْلِيكُمْ نَارًا وَقُودُهَا النَّاسُ وَالْحِجَارَةُ عَلَيْهَا مَلَائِكَةٌ غِلَاظٌ شِدَادٌ لَا يَعْصُونَ اللَّهَ مَا أَمَرَهُمْ وَيَفْعَلُونَ مَا يُؤْمَرُونَ ۝٦﴾ [التحريم:6] ووجود الملائكة ثابت بالدليل القطعي من الكتاب والسنة: ﴿آمَنَ الرَّسُولُ بِمَا أُنْزِلَ إِلَيْهِ مِنْ رَبِّهِ وَالْمُؤْمِنُونَ كُلٌّ آمَنَ بِاللَّهِ وَمَلَائِكَتِهِ وَكُتُبِهِ وَرُسُلِهِ لَا نُفَرِّقُ بَيْنَ أَحَدٍ مِنْ رُسُلِهِ وَقَالُوا سَمِعْنَا وَأَطَعْنَا غُفْرَانَكَ رَبَّنَا وَإِلَيْكَ الْمَصِيرُ ۝٢٨٥﴾ [البقرة:285]. وليس الإيمان بالملائكة مستحيلاً عند العقل، بل هو من الممكنات التي يجوّز العقل وجودها. ومن هنا كان إنكار وجودهم كفراً بإجماع المسلمين، بل بنص القرآن الكريم: ﴿يَا أَيُّهَا الَّذِينَ آمَنُوا آمِنُوا بِاللَّهِ وَرَسُولِهِ وَالْكِتَابِ الَّذِي نَزَّلَ عَلَى رَسُولِهِ وَالْكِتَابِ الَّذِي أَنْزَلَ مِنْ قَبْلُ وَمَنْ يَكْفُرْ بِاللَّهِ وَمَلَائِكَتِهِ وَكُتُبِهِ وَرُسُلِهِ وَالْيَوْمِ الْآخِرِ فَقَدْ ضَلَّ ضَلَالًا بَعِيدًا ۝١٣٦﴾ [النساء:136] على أن الإيمان بنبوة محمد ﷺ ونزول القرآن عليه يستلزم الإيمان بالملائكة، فإنكار وجودهم إنكار للنبوة وللقرآن معاً.

#### الركن الثالث: الإيمان بالكتب المنزلة
وقد ذكر القرآن الكريم أسماء تلك الكتب التي تضمنت التعاليم الإلهية منها صحف إبراهيم ﷺ وتوراة موسى ﷺ وإنجيل عيسى ﷺ. وقد دعانا الإسلام إلى التصديق بهذه الكتب وبجميع ما أنزل جملة، لكن الله سبحانه وتعالى ألزم المسلمين العمل بالقرآن لأنه متضمن لجميع التعاليم الإلهية، ومحتو لتلك الكتب: ﴿وَأَنْزَلْنَا إِلَيْكَ الْكِتَابَ بِالْحَقِّ مُصَدِّقًا لِمَا بَيْنَ يَدَيْهِ مِنَ الْكِتَابِ وَمُهَيْمِنًا عَلَيْهِ فَاحْكُمْ بَيْنَهُمْ بِمَا أَنْزَلَ اللَّهُ وَلَا تَتَّبِعْ أَهْوَاءَهُمْ عَمَّا جَاءَكَ مِنَ الْحَقِّ لِكُلٍّ جَعَلْنَا مِنْكُمْ شِرْعَةً وَمِنْهَاجًا وَلَوْ شَاءَ اللَّهُ لَجَعَلَكُمْ أُمَّةً وَاحِدَةً وَلَكِنْ لِيَبْلُوَكُمْ فِي مَا آتَاكُمْ فَاسْتَبِقُوا الْخَيْرَاتِ إِلَى اللَّهِ مَرْجِعُكُمْ جَمِيعًا فَيُنَبِّئُكُمْ بِمَا كُنْتُمْ فِيهِ تَخْتَلِفُونَ ۝٤٨﴾ [المائدة:48].

#### الركن الرابع: الإيمان بالرسل
اقتضت حكمة الله تعالى أن يبعث في كل أمة رسولاً، يعلّمهم الكتاب والحكمة ويدعوهم إلى عبادة الله وحده: ﴿وَلَقَدْ بَعَثْنَا فِي كُلِّ أُمَّةٍ رَسُولًا أَنِ اعْبُدُوا اللَّهَ وَاجْتَنِبُوا الطَّاغُوتَ فَمِنْهُمْ مَنْ هَدَى اللَّهُ وَمِنْهُمْ مَنْ حَقَّتْ عَلَيْهِ الضَّلَالَةُ فَسِيرُوا فِي الْأَرْضِ فَانْظُرُوا كَيْفَ كَانَ عَاقِبَةُ الْمُكَذِّبِينَ ۝٣٦﴾ [النحل:36] ومن أجل وحدة دعوة الرسل هذه، دعا الإسلام أتباعه إلى التصديق بجميع رسل الله - في الجملة - وعدم إنكار نبوة أحد منهم: ﴿آمَنَ الرَّسُولُ بِمَا أُنْزِلَ إِلَيْهِ مِنْ رَبِّهِ وَالْمُؤْمِنُونَ كُلٌّ آمَنَ بِاللَّهِ وَمَلَائِكَتِهِ وَكُتُبِهِ وَرُسُلِهِ لَا نُفَرِّقُ بَيْنَ أَحَدٍ مِنْ رُسُلِهِ وَقَالُوا سَمِعْنَا وَأَطَعْنَا غُفْرَانَكَ رَبَّنَا وَإِلَيْكَ الْمَصِيرُ ۝٢٨٥﴾ [البقرة:285] كما أمر الإسلام أتباعه باعتقاد أن هؤلاء الرسل كانوا متصفين بأفضل الصفات البشرية من أمانة وصدق وذكاء، منزَّهين عن الرذائل والنقائص من خيانة وكذب وغباء: ﴿وَجَعَلْنَاهُمْ أَئِمَّةً يَهْدُونَ بِأَمْرِنَا وَأَوْحَيْنَا إِلَيْهِمْ فِعْلَ الْخَيْرَاتِ وَإِقَامَ الصَّلَاةِ وَإِيتَاءَ الزَّكَاةِ وَكَانُوا لَنَا عَابِدِينَ ۝٧٣﴾ [الأنبياء:73].

#### الركن الخامس: الإيمان باليوم الآخر
وهو أن يعتقد الإنسان بوجود حياة أخرى بعد الموت، وذلك بعد أن يبعث الله تعالى الخلائق بعد موتهم للحساب والجزاء: ﴿وَلِلَّهِ مَا فِي السَّمَاوَاتِ وَمَا فِي الْأَرْضِ لِيَجْزِيَ الَّذِينَ أَسَاءُوا بِمَا عَمِلُوا وَيَجْزِيَ الَّذِينَ أَحْسَنُوا بِالْحُسْنَى ۝٣١﴾ [النجم:31]، ﴿زَعَمَ الَّذِينَ كَفَرُوا أَنْ لَنْ يُبْعَثُوا قُلْ بَلَى وَرَبِّي لَتُبْعَثُنَّ ثُمَّ لَتُنَبَّؤُنَّ بِمَا عَمِلْتُمْ وَذَلِكَ عَلَى اللَّهِ يَسِيرٌ ۝٧﴾ [التغابن:7].

#### الركن السادس: الإيمان بالقدر
بعدما اقتضت حكمة الله تعالى خلق العباد، لم يتركهم هملاً بل أرسل إليهم: ﴿رُسُلًا مُبَشِّرِينَ وَمُنْذِرِينَ لِئَلَّا يَكُونَ لِلنَّاسِ عَلَى اللَّهِ حُجَّةٌ بَعْدَ الرُّسُلِ وَكَانَ اللَّهُ عَزِيزًا حَكِيمًا ۝١٦٥﴾ [النساء:165]. وأنزل عليهم كتبه فبيّن لهم عقبى الهداية وعاقبة الغواية: ﴿وَهَدَيْنَاهُ النَّجْدَيْنِ ۝١٠﴾ [البلد:10] وبعد أن بيّن لهم ذلك منحهم إرادة مستقلة تتصرف في حرية تامة، فتأتي ما تشاء وتدع ما تشاء من الأفعال: ﴿وَقُلِ الْحَقُّ مِنْ رَبِّكُمْ فَمَنْ شَاءَ فَلْيُؤْمِنْ وَمَنْ شَاءَ فَلْيَكْفُرْ إِنَّا أَعْتَدْنَا لِلظَّالِمِينَ نَارًا أَحَاطَ بِهِمْ سُرَادِقُهَا وَإِنْ يَسْتَغِيثُوا يُغَاثُوا بِمَاءٍ كَالْمُهْلِ يَشْوِي الْوُجُوهَ بِئْسَ الشَّرَابُ وَسَاءَتْ مُرْتَفَقًا ۝٢٩﴾ [الكهف:29] لكنه سبحانه أحصى أعمال خلقه وعرف بعمله الواسع الذي لا يحيطه شيء ما سيفعلونه من خير أو شر، وما سيكون منهم من هداية أو ضلال، وسجّل ذلك كله في كتاب: ﴿وَوُضِعَ الْكِتَابُ فَتَرَى الْمُجْرِمِينَ مُشْفِقِينَ مِمَّا فِيهِ وَيَقُولُونَ يَا وَيْلَتَنَا مَالِ هَذَا الْكِتَابِ لَا يُغَادِرُ صَغِيرَةً وَلَا كَبِيرَةً إِلَّا أَحْصَاهَا وَوَجَدُوا مَا عَمِلُوا حَاضِرًا وَلَا يَظْلِمُ رَبُّكَ أَحَدًا ۝٤٩﴾ [الكهف:49].
فالقضاء هو: علم الله المحيط بما كان وما يكون وما هو كائن إلى يوم الحساب والجزاء. والقدر هو: وقوع الحوادث في الأزمنة والأشخاص طبقاً لما في علم الله جلّت حكمته. ومعنى الإيمان بهما هو: الاعتقاد بأن ما يصيب الإنسان من خير أو شر واقع حسب تقدير الله تعالى وعلمه. وعلم الله بما سيقع من عباده ووقوعه منهم حسب هذا العلم والتقدير، لا يعني أن العباد مجبرون في أفعالهم، ملزمون بالإتيان بها وإلا بطل الثواب والعقاب، والأمر والنهي والوعد والوعيد، بل الإنسان هو الذي يخط أفعاله بنفسه متخذاً الطريق الذي يراه: ﴿فَمَنْ يَعْمَلْ مِثْقَالَ ذَرَّةٍ خَيْرًا يَرَهُ ۝٧ وَمَنْ يَعْمَلْ مِثْقَالَ ذَرَّةٍ شَرًّا يَرَهُ ۝٨﴾ [الزلزلة:7–8].
أما أصول الإسلام (أركان الإسلام) عند أهل السنة فهي ما وردت في الحديث النبوي:
1. شهادة أن لا إله إلا الله، وأن محمداً رسول الله.
2. إقام الصلاة.
3. إيتاء الزكاة.
4. صوم رمضان.
5. حج البيت لمن استطاع إليه سبيلا.

### عندالشيعة الإمامية
اتفق جمهور الشيعة الإمامية الإثنى عشرية على أن أصول الدين خمسة وهي:
1. التوحيد.
2. العدل.
3. النبوة.
4. الإمامة.
5. المعاد.

#### الأصل الأول: التوحيد
وهو الاعتقاد بأن الله واحد لا شريك له، وللتوحيد أربعة أقسام:
1. توحيد في الذات: وهو الاعتقاد بأن الله سبحانه لا شريك له في وجوب الوجود لذاته.
2. توحيد في الصفات: وهو الاعتقاد بأنه لا نظير له في صفاته، وأنها عين الذات.
3. توحيد في الربوبية والفعل: وهو الاعتقاد بأن لا مؤثر في الوجود إلا الله، فهو الخالق والرازق والمحيي والمميت... إلخ.
4. توحيد في الألوهية والعبادة: وهو أن يعبد وحده ولا يشرك بعبادته أحد: ﴿وَاعْبُدُوا اللَّهَ وَلَا تُشْرِكُوا بِهِ شَيْئًا وَبِالْوَالِدَيْنِ إِحْسَانًا وَبِذِي الْقُرْبَى وَالْيَتَامَى وَالْمَسَاكِينِ وَالْجَارِ ذِي الْقُرْبَى وَالْجَارِ الْجُنُبِ وَالصَّاحِبِ بِالْجَنْبِ وَابْنِ السَّبِيلِ وَمَا مَلَكَتْ أَيْمَانُكُمْ إِنَّ اللَّهَ لَا يُحِبُّ مَنْ كَانَ مُخْتَالًا فَخُورًا ۝٣٦﴾ [النساء:36]، ﴿فَأَرْسَلْنَا فِيهِمْ رَسُولًا مِنْهُمْ أَنِ اعْبُدُوا اللَّهَ مَا لَكُمْ مِنْ إِلَهٍ غَيْرُهُ أَفَلَا تَتَّقُونَ ۝٣٢﴾ [المؤمنون:32].

#### الأصل الثاني: العدل
العدل في اللغة ضد الظلم، ويرادفه في ذلك الحق، والإنصاف، وقد فسّر الظلم في اللغة بعدة معان، منها وضع الشيء في غير محله، ومنها انتقاص الحق، كما في قوله تعالى: ولم تظلم منه شيئا ﴿كِلْتَا الْجَنَّتَيْنِ آتَتْ أُكُلَهَا وَلَمْ تَظْلِمْ مِنْهُ شَيْئًا وَفَجَّرْنَا خِلَالَهُمَا نَهَرًا ۝٣٣﴾ [الكهف:33] أي: ولم تنقص منه شيئاً. أما الظلم في الاصطلاح الشرعي فقد فسره الشيخ الطبرسي عند تفسير الآية ﴿إِنَّ اللَّهَ لَا يَظْلِمُ مِثْقَالَ ذَرَّةٍ وَإِنْ تَكُ حَسَنَةً يُضَاعِفْهَا وَيُؤْتِ مِنْ لَدُنْهُ أَجْرًا عَظِيمًا ۝٤٠﴾ [النساء:40] فقال ما نصّه: (إن الظلم هو الألم الذي نفع فيه يوفي عليه، ولا دفع مضرة أعظم منه عاجلاً ولا آجلاً، ولا يكون مستحقاً، ولا واقعاً على وجه الموافقة، وأصله وضع الشيء في غير موضعه، وقيل أصله الانتقاص من قوله تعالى: (ولم تظلم منه شيئا) فالظلم على هذا انتقاص الحق، إلى أن قال: (وإنما لا يختار الله الظلم ولا يجوز عليه الظلم، لأنه عالِم بقبحه مستغنٍ عنه، وعالم بغناه عنه، وإنما يختار القبيح من يختاره لجهله بقبحه أو لحاجته إليه لدفع ضرر، أو لجر نفع، أو لجهله باستغنائه عنه، والله تعالى منزَّه عن جميع ذلك وعن سائر صفات النقص والعجز).

#### الأصل الثالث: النبوة
النبوة وظيفة إلهية يخص الله بها مَن يشاء من عباده، وهي لطف من الله بعباده، والمقصود باللطف هنا هو ما يكون معه العبد أقرب إلى الطاعة وأبعد عن المعصية، والرسول يحقق تلك الفائدة، ويشير إليه قوله تعالى: ﴿وَلَوْ أَنَّا أَهْلَكْنَاهُمْ بِعَذَابٍ مِنْ قَبْلِهِ لَقَالُوا رَبَّنَا لَوْلَا أَرْسَلْتَ إِلَيْنَا رَسُولًا فَنَتَّبِعَ آيَاتِكَ مِنْ قَبْلِ أَنْ نَذِلَّ وَنَخْزَى ۝١٣٤﴾ [طه:134] فلابد والحالة هذه من أن يرسل إليهم رسولاً ليبين لهم الأحكام، ويعرّفهم الحلال من الحرام، ويقيم الحدود، وينتصف للمظلوم من الظالم، ويحكم بين الناس بالعدل: ﴿لئلا يكون للناس على الله حجة بعد الرسل﴾ (سورة النساء: 165). والواجب على المسلم هو الإيمان بجميع رسل الله - في الجملة - والإيمان بنبوة محمد ﷺ خاصة إذ هو المعتبر أصل من أصول الدين الإسلامي.

#### الأصل الرابع: الإمامة
وهي رئاسة عامة في أمور الدين والدنيا لشخص من الأشخاص نيابة عن النبي ﷺ، ويعتقد الشيعة أن الإمامة منصب إلهي كالنبوة، فكما أن الله سبحانه يختار مَن يشاء من عباده للنبوة والرسالة، فكذلك يختار للإمامة مَن يشاء، ويأمر نبيه بالنص عليه، وأن ينصبه إماماً للناس من بعده، للقيام بالوظائف التي كان على النبي أن يقوم بها، سوى أن الإمام لا يوحى إليه كالنبي، وإنما يتلقى الأحكام منه مع تسديد إلهي، فالنبي مبلغ عن الله، والإمام مبلغ عن النبي.

#### الأصل الخامس: المعاد
ومعناه أن يعيد الله الخلائق بعد الموت إلى الحياة لتجزى كل نفس بما تسعى، ويجب على المسلم أن يعتقد بأن الله يعيد الخلائق بعد الموت بأجسامهم وأرواحهم وعلى صورهم التي كانوا عليها في دار الدنيا للحساب والجزاء. قال تعالى: ﴿فَمَنْ يَعْمَلْ مِثْقَالَ ذَرَّةٍ خَيْرًا يَرَهُ ۝٧ وَمَنْ يَعْمَلْ مِثْقَالَ ذَرَّةٍ شَرًّا يَرَهُ ۝٨﴾ [الزلزلة:7–8].

### المعتزلة
اتفق المعتزلة على أن أصول الدين خمسة وهي:
1. التوحيد.
2. العدل.
3. المنزلة بين المنزلتين.
4. الوعد والوعيد.
5. الأمر بالمعروف والنهي عن المنكر.

#### الأصل الأول: التوحيد
وهو إنكار التعدد والاعتقاد بأن الله واحد لا يشاركه غيره فيما يستحق من الصفات نفياً وإثباتاً على الحد الذي يستحقه، والإقرار به، ولذلك اشتدوا في حربهم للثنوية من الفرس القائلين بمبدأين هما النور والظلمة، كما أنكروا الصفات القديمة الزائدة على الذات فقالوا: هو عالم بذاته، قادر بذاته، حي بذاته، لا بعلم وقدرة وحياة.

#### الأصل الثاني: العدل
ومعناه أن الله عادل، وأن عدله - ما دام قد كلّف الإنسان - أن يجعل له قدرة وإرادة بحيث يكون الإنسان هو المحدث لأفعاله المسؤول عنها ولا يكون لله دخل في ذلك، وهذا الأصل موجّه ضد الجبرية القائلين بأن الله خالق كل شيء وفاعل كل شيء بما في ذلك أفعال الإنسان بحيث يكون الإنسان مجبراً.

#### الأصل الثالث: المنزلة بين المنزلتين
ومعناه أن مرتكب الكبيرة ليس مؤمناً كما تقول المرجئة، وليس كافراً كما يقول الخوارج، وإنما هو في منزلة بين الكفر والإيمان، وهي منزلة الفسق.

#### الأصل الرابع: الوعد والوعيد
ومعناه أن الله سيفعل ما وعد به وتوعد عليه، فقد وعد سبحانه المطيعين بالثواب، وتوعد العُصاة بالعقاب والعذاب.

#### الأصل الخامس: الأمر بالمعروف والنهي عن المنكر
والمقصود بالأمر بالمعروف: إيقاع المعروف. وبالنهي عن المنكر: زوال المنكر، وهذا الأصل يقضي بمجاهدة كل مَن خالف حكم الله أو أمره ونهيه.

## أصول الدين التي أجمع عليها المسلمون
أصول الدين التي أجمع عليها المسلمون على اختلاف فرقهم ومذاهبهم، والتي لا يكون إيمان بدونها، ثلاثة:
1. الاعتقاد - إجمالاً - بوجود الله، وبجميع صفاته الثبوتية الراجعة إلى أنه متصف بجميع صفات الكمال، وبجميع صفاته السلبية الراجعة إلى تنزُّهه عن جميع صفات النقص، ولا يلزم الاعتقاد بذلك تفصيلاً.
2. الاعتقاد بنبوة محمد ﷺ، وأنه صادق فيما بلّغه عن ربه إجمالاً.
3. الاعتقاد بالبعث والحساب وبالثواب والعقاب.

ويشترط في الإيمان عدم إنكار ما علم من الدين بالضرورة كالإيمان بالملائكة والكتب السماوية، والرسل السابقين، والصلاة والزكاة والحج... وما إلى ذلك من فروض الدين التي ثبتت بالدليل القطعي من الكتاب والسنة، فإن هذه الأمور يشترط عدم إنكارها في الإيمان والإسلام لثبوتها بالدليل القطعي، ولأن إنكارها يتنافى مع تصديق النبي ﷺ وصحة شريعته الذي هو معتبر الإيمان. وجملة القول: أنه يعتبر مؤمناً ومسلماً كل مَن دان بهذه الأصول الثلاثة وصدّق إجمالاً بكل ما جاء به الرسول ﷺ، ولم ينكر شيئاً مما علم من الدين بالضرورة. ويعتبر كافراً كل مَن لم يعتقد بأحد هذه الأصول، أو أنكر ضرورياً من ضروريات الدين.
وجملة أصول الدين على قواعد فريقي أهل الرأي وأهل الحديث قد ذكرها الإمام عبد القاهر البغدادي المتوفى سنة 429هـ في كتابه (أصول الدين) حيث جعلها خمسة عشر أصلاً، وكل أصل منها يحتوي على خمس عشرة مسألة، فاشتمل الكتاب على مائتين وخمس وعشرين مسألة، وقد أجمعت الأمة الإسلامية على بعضها واختلفوا في بعضها، وهي كالتالي:
- الأصل الأول: في بيان الحقائق والعلوم على الخصوص والعموم.
- الأصل الثاني: في حدوث العالم على أقسامه من أعراضه وأجسامه.
- الأصل الثالث: في معرفة صانع العالم ونعوته في ذاته.
- الأصل الرابع: في معرفة صفاته القائمة بذاته.
- الأصل الخامس: في معرفة أسمائه وأوصافه.
- الأصل السادس: في معرفة عدله وحكمه.
- الأصل السابع: في معرفة رسله وأنبيائه.
- الأصل الثامن: في معرفة معجزات أنبيائه وكرامات أوليائه.
- الأصل التاسع: في معرفة أركان شريعة الإسلام.
- الأصل العاشر: في معرفة أحكام التكليف في الأمر والنهي والخبر.
- الأصل الحادي عشر: في معرفة أحكام العباد في المعاد.
- الأصل الثاني عشر: في بيان أصول الإيمان.
- الأصل الثالث عشر: في بيان أحكام الإمامة وشروط الزعامة.
- الأصل الرابع عشر: في معرفة أحكام العلماء والأئمة.
- الأصل الخامس عشر: في بيان أحكام الكفر وأهل الأهواء الفجرة.

## كتب في أصول الدين

### كتب الأشاعرة والماتريدية
- أصول الدين — عبد القاهر البغدادي
- أصول الدين — أبو اليسر البزدوي
- أصول الدين — جمال الدين الغزنوي
- تبصرة الأدلة في أصول الدين — أبو المعين النسفي
- البداية من الكفاية في الهداية في أصول الدين — نور الدين الصابوني
- الشامل في أصول الدين — أبو المعالي الجويني
- الغنية في أصول الدين — أبو سعد المتولي النيسابوري
- الأربعين في أصول الدين — أبو حامد الغزالي
- الأربعين في أصول الدين — فخر الدين الرازي
- معالم أصول الدين — فخر الدين الرازي
- لباب المحصل في أصول الدين — ابن خلدون
- أبكار الأفكار في أصول الدين — سيف الدين الآمدي
- مصباح الأرواح في أصول الدين — ناصر الدين البيضاوي
- إشارات المرام من عبارات الإمام أبي حنيفة النعمان في أصول الدين — كمال الدين البياضي

### كتب السلفية
- أصول السنة — احمد بن حنبل
- الرد على الزنادقة والجهمية — احمد بن حنبل
- الإيمان — ابو عبيد القاسم بن سلام
- أصول السنة — الحميدي
- خلق أفعال العباد — محمد بن اسماعيل البخاري
- الرد على الجهمية — عثمان بن سعيد الدارمي
- النقض على بشر المريسي — عثمان بن سعيد الدارمي
- شرح السنة — إسماعيل بن يحيى المزني
- السنة — حرب الكرماني
- السنة — عبد الله بن أحمد بن حنبل
- صريح السنة — محمد بن جرير الطبري
- التبصير في معالم الدين — محمد بن جرير الطبري
- كتاب التوحيد — محمد بن خزيمة
- كتاب التوحيد — محمد بن عبد الوهاب
- أصول الدين الإسلامي — محمد بن إبراهيم التويجري
- أصول الدين عند الأئمة الأربعة واحدة — ناصر القفاري
- أصول الدين عن الإمام أبي حنيفة — محمد بن عبد الرحمن الخميس
- المسائل المشتركة بين أصول الفقه وأصول الدين — محمد العروسي عبد القادر